# Gruvstuga

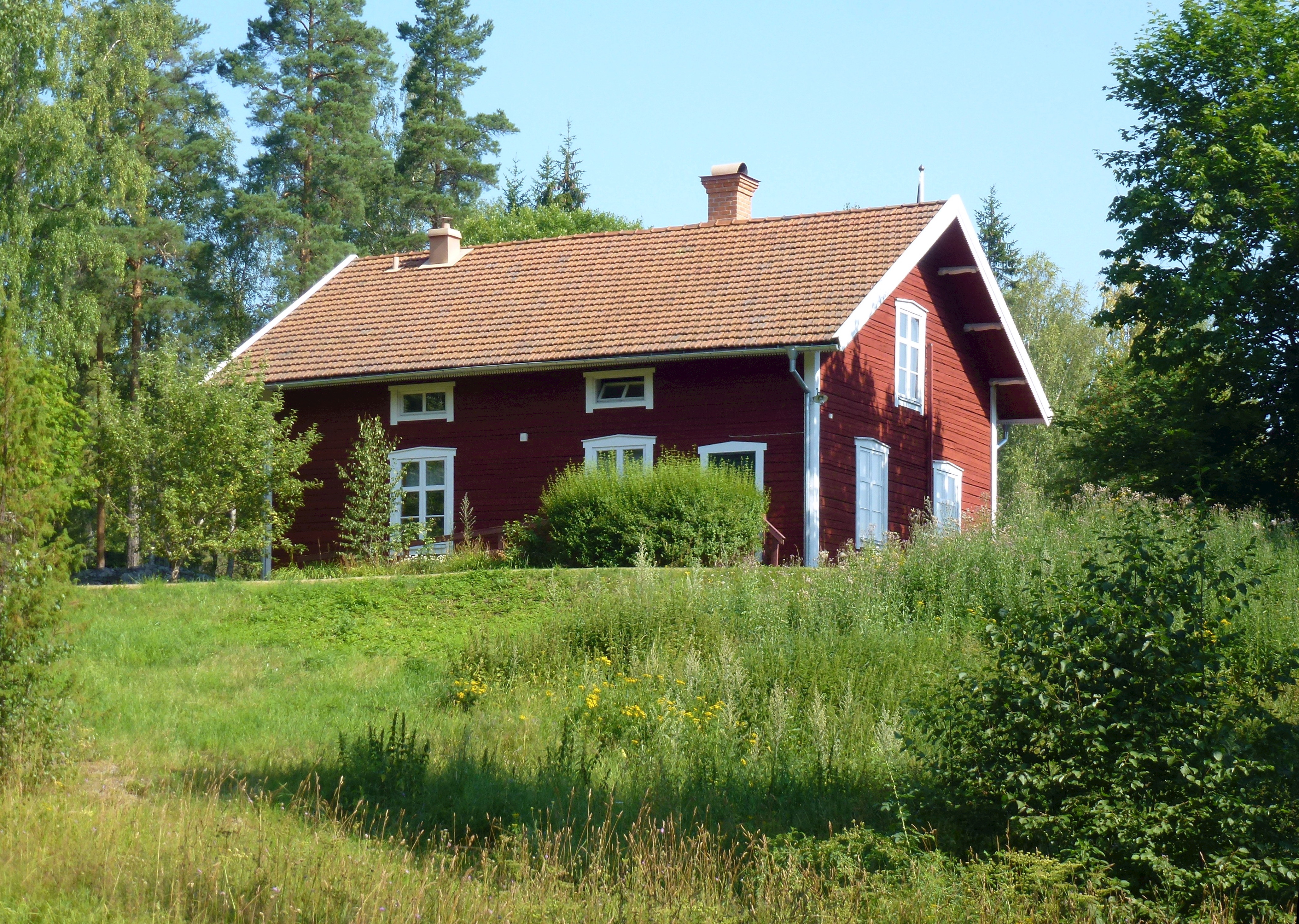
Gruvstugan vid Flogbergets gruvor.

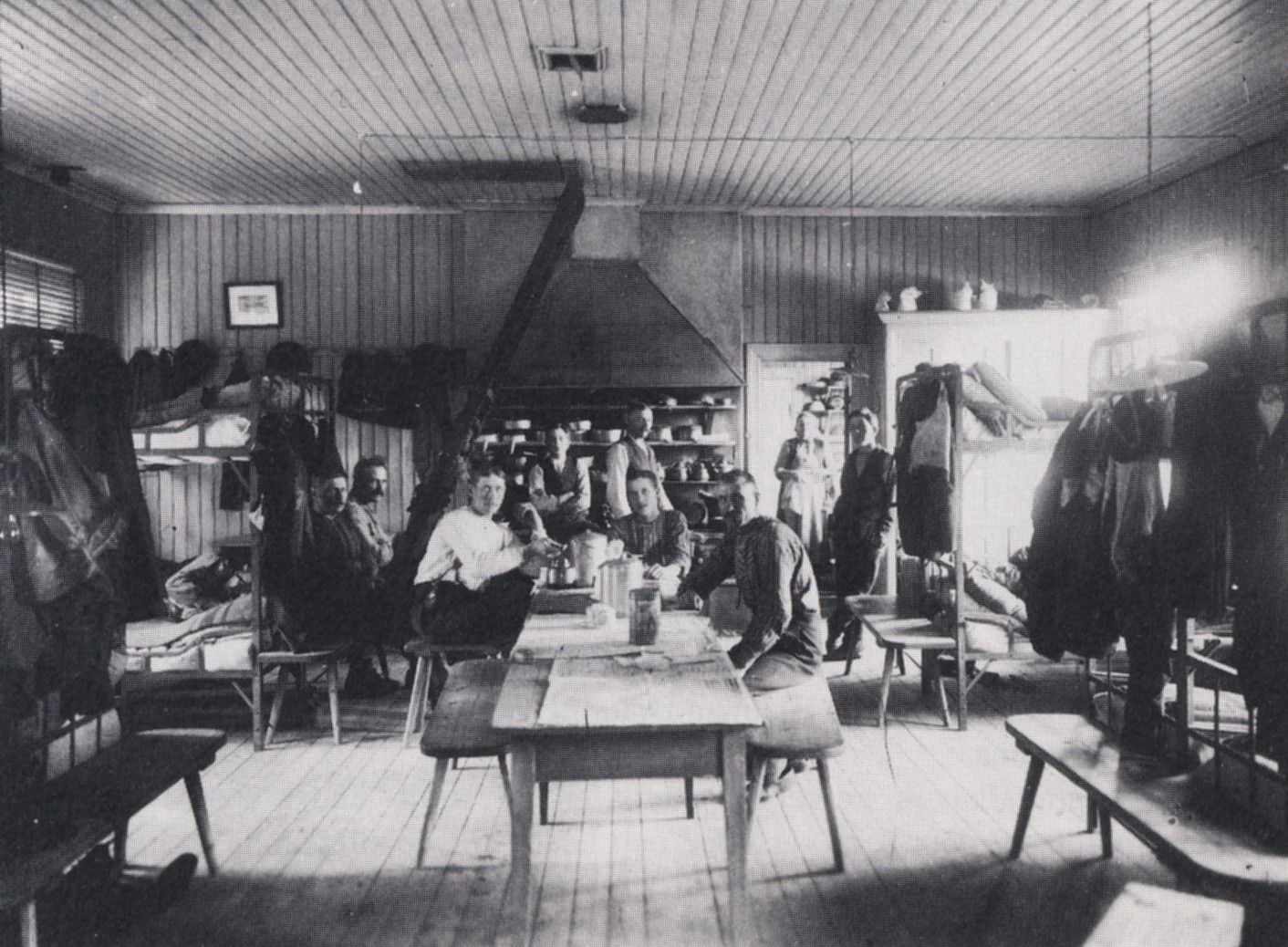
Karl Johnas gruvstuga i Grängesberg omkring 1910.

En gruvstuga är en byggnad där gruvarbetarna byter om för arbetet under jord. Den kan också inrymma kontor, matsal eller restaurang. 

## Exempel från Stråssa gruva
Den sista gruvstugan i Stråssa innehöll kontor, ombytesrum, solarium, restaurang, sjukrum och gruvlampavdelning (där gruvlamporna laddades).